# 라사드 누이우이
라사드 누이우이 (1986년 3월 8일 ~ )는 튀니지의 전 축구 선수이다.

## 통계
| 튀니지 | 튀니지 | 튀니지 |
| 연도   | 출전   | 골     |
| ------ | ------ | ------ |
| 2009   | 2      | 0      |
| 합계   | 2      | 0      |